# Miletus nineyanus
Miletus nineyanus är en fjärilsart som beskrevs av Hans Fruhstorfer 1914. Miletus nineyanus ingår i släktet Miletus och familjen juvelvingar. Inga underarter finns listade i Catalogue of Life.